# السلطانة سنيحة
السلطانة سنيحة (وُلدت بقصر جراغان باسطنبول في 12 نوفمبر 1852م ـ وتوفيت نيس، فرنسا، 15 سبتمبر 1931م) هي ابنة السلطان عبد المجيد الأول، وأمها «نَلاندِل قادن أفندي» (بالتركية: Nalandil Kadınefendi)‏، وهي الأخت غير الشقيقة للسلاطين محمد السادس ومراد الخامس وعبد الحميد الثاني ومحمد الخامس، ووالدة الأمير صباح الدين. 
تزوجت من الداماد محمود جلال الدين باشا.
توفيت في المنفى بمدينة نيس الفرنسية في 15 سبتمبر 1931م بعد سقوط الخلافة العثمانية ودفنت في التكية السليمانية في دمشق.